# 辛巴达传奇之旅
辛巴达传奇之旅（日语：シンドバッド・ストーリーブック・ヴォヤッジ）是日本东京迪士尼海洋中的一项游乐设施。位于乐园内的阿拉伯海岸区。是以阿拉伯民间故事集《一千零一夜》中记载的著名英雄、航海家辛巴达的冒险传奇作为设施故事背景。

## 故事设定
航海家辛巴达和爱宠小悦虎坚信“心中的指南针”，为了寻找独一无二的珍贵宝物，一起扬帆起航前往未知的大海。

### 卡通角色
东京迪士尼的原创卡通形象小悦虎（日语：チャンドゥ，2007年3月29日—）是只调皮可爱的雄性小老虎，脖子上拴着一个大铃铛，头上戴着一项镶着红宝石的阿拉伯风格特色红帽子，可爱模样大受游客的欢迎。布玩偶等以小悦虎为主题的商品陆续于公园内公开销售，小悦虎尾巴造型的奶黄包也于2012年3月起开始售卖。

## 概要
从游乐设施的类型来说，“辛巴达传奇之旅”与迪士尼乐园另外的两项设施“小小世界”、“加勒比海盗”一样属于乘船游乐设施。而且，另外的两个乘船游乐设施中的小船乘坐人数是5排共20人，而这个游乐设施中的小船是6排共24人。
为了给人身临其境的感觉，在登船的过程中，有可能会有少量的水喷洒到人们的衣服上。还有，辛巴达在与猴子、小悦虎一起演奏音乐的现场会飘散着香蕉的味道。
在东京迪士尼海洋的游乐设施中使用最多的音响技术是迪士尼独家的电子音响动作装置。从2009年3月16日开始，车站上设置了自动门。

## 音乐
游乐设施的背景音乐由曾经为迪士尼无数的电影和音乐剧提供过乐曲的作曲家亚伦·孟肯创作。

## 资料来源
1. 1 2 3 4  .   [2019-08-31]. （原始内容存档于2018-03-14）.
2. ↑  东京迪士尼海洋官方网站设施介绍页面 （页面存档备份，存于） （日語）
3. ↑  小悦虎，角色图鉴 （页面存档备份，存于） （日語）